# Tyratron

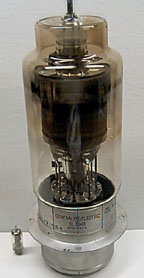
Lampy gazowane: miniaturowy tyratron typu 2D21 obok wielkiego tyratronu firmy General Electric, stosowanego w radarach

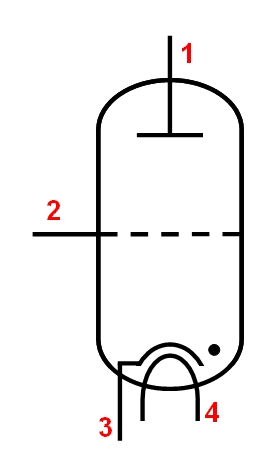
Symbol tyratronu (1 – anoda, 2 – siatka, 3 – katoda, 4 – żarzenie)

Tyratron – lampa gazowana zbliżona konstrukcyjnie do gazotronu. Jest to pochodna gazotronu powstała przez umieszczenie pomiędzy anodą i katodą jednej lub kilku siatek. Siatki te służą do regulacji napięcia anodowego, przy którym lampa zacznie przewodzić prąd.
Zasada działania siatki w tyratronie w części jest zbliżona do zasady działania siatki w triodzie. Ekranuje ona częściowo anodę od katody, osłabiając wpływ napięcia anodowego na katodę. Jeżeli ma ujemny potencjał elektryczny względem katody, to do rozpędzenia elektronów z katody do prędkości potrzebnej do jonizacji cząsteczek gazu potrzeba większego napięcia anodowego, tym większego im bardziej ujemna jest siatka. W momencie gdy nastąpi zapłon tyratronu (gaz się zjonizuje i rozpocznie się przepływ prądu przez lampę), dodatnie jony „oblepiają” siatkę, dokładnie ją ekranując, przez co niwelują jakikolwiek wpływ siatki na zjawiska w lampie. Oznacza to, że siatka ustala tylko moment włączenia, natomiast nie jest w stanie wyłączyć tyratronu lub regulować wartości prądu płynącego przez lampę. Wyłączenie tyratronu następuje dopiero w chwili zaniku napięcia anoda–katoda lub zmiany jego polaryzacji.
Siatkę w tyratronie można wykorzystywać na dwa sposoby – podać na nią stałe napięcie określające wartość napięcia anodowego, przy którym nastąpi włączenie tyratronu, lub podać na siatkę napięcie ujemne na tyle duże, aby tyratron nie przewodził w ogóle i w momencie, kiedy ma zostać włączony, wyłączyć napięcie na siatce.
Podstawowe zastosowania tyratronów są takie same jak gazotronów – do budowania prostowników, dzięki możliwości regulacji momentu włączenia można regulować średnią wartość prądu płynącego przez prostownik, tworząc regulowany zasilacz.
Drugą grupą zastosowań były układy impulsowe, np. na tyratronach budowano generatory napięć piłokształtnych w pierwszych telewizorach.